# DaVinci Resolve
DaVinci Resolve és un programa d'edició de vídeo no lineal desenvolupat per Blackmagic Design. Funciona en ordinadors personals amb sistema operatiu Windows, MacOS X i Linux. El programa permet als usuaris transferir i registrar vídeos en un disc dur on pot ser editat, processat i posteriorment exportat en diversos formats.
Llançat l'any 2004 com a un programari d'etalonatge digital, DaVinci Resolve ha evolucionat fins a convertir-se en un editor de vídeo complet amb multitud d'eines i que pot ser utilitzat tant per aficionats com per professionals.

## Història
El 2004, DaVinci Systems va llançar al mercat Resolve, un programari basat en la correcció de color. A més a més oferia un conjunt d'eines avançades pel tractament tant de grandària com de format en imatges.
Resolve va ser, a més, el primer programari a oferir múltiples característiques i nivells dins la correcció de color proporcionant un control intuïtiu i exigent sobre imatges estàtiques o en moviment. També va ser el primer a permetre l'etalonatge en qualitats des de formats SD i DV fins a formats en HD i 2K.
Els primers softwares de Resolve van ser Resolve RT i Resolve DI. El 2008, DaVinci Systems va oferir les sèries Resolve R (R-100, R-200, R-250, R-300, R-350, R-4K, R-3D) substituint el processament en paral·lel amb targetes PowerPlant per processament en paral·lel amb targetes gràfiques NVIDIA millorant significativament el rendiment del programari.

## Característiques
DaVinci Resolve ofereix una edició no lineal d'una gran varietat de formats de vídeo i en molts aspectes. Inclou mòduls per edició de vídeo, etalonatge, correcció i edició d'audio, (Fairlight) i efectes visuals (Fusion). Es pot utilitzar com a intermediari entre altres programaris NLE i Digital Cinema Package (DCP), o com a aplicació d'edició de vídeo autònoma d'extrem a extrem.
Els formats de fitxer compatibles inclouen formats de vídeo com AVI, MP4, QuickTime, DNxHD i XAVC; formats d'intercanvi de dades com XML, EDL, AAF, DCP, MXF, i CinemaDNG; formats d'àudio com AAC, AIFF, i WAVE; i formats d'imatge com RAW, OpenEXR, TIFF, DPX, R3D, JPEG, i JPEG 2000.

### Versió d'estudi
DaVinci resolve té una versió de pagament anomenat (DaVinci Resolve Studio) que accepta resolucions més altes que HD i velocitats de fotogrames més alts que 60 FPS. Altres aspectes que només son disponibles en la versió d'estudi és el suport per diverses GPU, OpenFX plug-ins extres (com el seguiment de cares), reducció de soroll en els vídeos, desenfocament de moviment, correcció de color HDR i eines de col·laboració d'usuaris.

### Fairlight
Des de la versió 14 (2017), DaVinci Resolve inclou una versió integrada del programari desenvolupat per Fairlight (ara propietat de Blackmagic Design), dissenyat per a la postproducció de TV i pel·lícules i la mescla d'àudio en directe. El programari integrat amb Resolve admet fins a 1000 pistes d'àudio. Altres funcionalitats inclouen la gravació d'àudio de 96 canals i la barreja d'àudio 3d per a formats com 5.1, 7.1 i 22.2.

### Fusion
Des de la versió 15 (2018), DaVinci Resolve també va incloure una versió de Fusion, una aplicació per compondre i efectes visuals, també desenvolupada per Blackmagic Design. Fusion funciona a través de nodes que cadascun forma un aspecte específic dels efectes que s'implementen. Abans de la integració a Resolve, Fusion va ser utilitzat en la creació d'efectes per moltes pel·lícules i sèries de televisió com The Martian o Els jocs de la fam.

A causa del gran nombre d'eines que inclou, és necessari diferenciar entre les eines d'edició, les eines de correcció de color i les d'exportació.

### Edició
Aguanta treballar amb multitud de pistes de vídeo i àudio així com diverses funcions d'edició (inserir, reemplaçar, sobreescriure, superposar, intercanviar i combinar imatges editades). Inclou avançades eines contextuals que permeten desplaçar, estendre o escurçar seqüències i fins i tot retallar seqüències en diverses pistes simultàniament. També inclou multitud de filtres, transicions i efectes permetent la total edició d'aquests ajustant la seva durada i els seus punts d'entrada i sortida. A més, permet la importació de transicions utilitzades a un altre programa d'edició com Final Cut Pro X. Resolve també permet canvis de velocitat, tant accelerar com alentir, a l'hora d'editar.
En quant a formats, Resolve permet l'edició de pràcticament tots tipus de formats inclosos formats RAW sense necessitat de perdre temps convertint el material gravat i mantenint la qualitat de les imatges.
DaVinci Resolve també ofereix eines per l'edició de l'àudio permetent barrejar amb facilitat diferents pistes, ja siguin mono, estèreo o 5.1, i disposa de controls de volum permetent pujar-lo o baixar-lo des de la línia de temps.

### Correcció de color
Igual que en l'edició, DaVinci Resolve té multitud d'eines per al processament i edició de la correcció de color. Resolve utilitza un sistema de processament per nodes que permet corregir el color i afegir efectes en cadascun d'ells per combinar gradacions, efectes i mescles superposades per crear una gran varietat d'aparences. Permet l'etalonatge a partir d'arxius RAW permetent retocar una infinitat de característiques de la imatge i treure el màxim partit al rang dinàmic de les imatges.
La seva multitud d'eines permeten des de correccions més senzilles, controlant els nivells YRGB, a correccions més avançades permetent modificar diferents espais del color i la llum.
Inclou a més la funció "Color Match" que permet realitzar una gradació primària bàsica de forma automàtica analitzant els plans gravats.
DaVinci Resolve també permet la correcció de color en projectes estereoscópics en temps real i permet etalonar projectes començats amb altres programes d'edició com Final Cut Pro X, Adobe Premiere, Avid Media Composer i 
altres programes.

### Exportació
DaVinci Resolve no només permet la importació en pràcticament tot tipus de formats sinó també la seva exportació. D'aquesta manera ofereix multitud de còdecs per comprimir i exportar arxius a gairebé qualsevol format. Permet exportar arxius en formats EXR o DPX per posteriorment ser tractats amb efectes especials amb uns altres softwares. DaVinci permet crear cues de processament per si fos necessari l'exportació d'un projecte a diferents formats en diferents qualitats.

## Interfície
La interfície de DaVinci està dissenyada de forma intuïtiva i dividida en cinc pàgines que juntes conformen la principal interfície de l'usuari. "Media Page" és la pàgina on s'importen els arxius per ser seleccionats posteriorment per a la seva edició, així com la llibreria dels arxius importats anteriorment. "Edit Page" inclou els diferents timelines del projecte. "Color Page" és la pàgina on pots editar tot els aspectes referents a la correcció de color del projecte. "Gallery Page" permet administrar imatges d'altres projectes o bases de dades per usar-les en el projecte actual. "Deliver Page" que conté totes les eines de renderitzat i exportació.

### Media Page
Es tracta d'una llibreria on importar els arxius des de la càmera, targetes i discos durs al programa pel seu ús posterior en projectes. A més disposa d'un "viewer" una pantalla que permet visualitzar el contingut de cada clip inclòs en la llibreria i un editor de metadades que permet editar informació associada al clip tant de video com d'àudio.

### Edit Page
A més de contenir les línies de temps del projecte disposa de la "Media Page" al lateral per poder arrossegar clips de la llibreria al timeline de forma senzilla i ràpida. Inclou també la llibreria d'efectes i transicions que poden ser aplicades en el projecte.
Color Page
Conté totes les eines de correcció de color i una línia de temps amb el projecte actual. Permet la creació de nodes per ser tractats de forma individual i modificar cada fotograma del projecte. Disposa de paletes de colors per realitzar petits retocs i d'efectes avançats per a un nivell més professional.
Gallery Page
Consisteix en una llibreria que conté bases de dades i imatges d'altres projectes i permet l'accés ràpid a aquests per a la seva utilització en el projecte actual. Permet organitzar de forma ràpida i intuïtiva tots els projectes.

### Deliver Page
Conté una línia de temps i un "viewer" per previsualizar el projecte abans de ser renderitzat i exportat. Així mateix conté totes les eines pel renderitzat i l'exportació en qualsevol format de tots els que el programari inclou.

## Produccions que han utilitzat DaVinci Resolve

### Pel·lícules
DaVinci Resolve ha sigut utilitzar per l'etalonatge i/o l'edició de pel·lícules com Alien: Covenant, Avatar, Deadpool 2, La La Land, Kingsman: el cercle daurat, Pirates del Carib, Prometheus, Robin Hood, Star Wars: Els últims Jedi i X-Men: Apocalipsi.
DaVinci Resolve i el programari de Blackmagic Design va ser utilitzar per crear cinc de les vuit pel·lícules nominades a millor fotografia dels Oscars 2019 incloent Bohemian Rhapsody, The Favourite, Roma, Green Book i Vice. A més a més, van ser utilitzats per crear 13 pel·lícules nominades als Oscars 2018 i 9 pel·lícules als Oscars 2017.

### Televisió
El programari de DaVinci Resolve s'està utilitzant en diversos programes i sèries de televisió com NCIS: Los Angeles, American Horror Story, Érase una vez, El mentalista, Faking it, Modern Family i Joc de trons entre d'altres.

### Altres
També ha sigut utilitzat durant la creació de videoclips musicals, anuncis, produccions de concerts i contingut digital.

## Requisits tècnics
- Sistema operatiu: Windows 10, macOS 10.14.6 o posterior, Linux centOS 7.3
- GPU: AMD, NVIDIA o CUDA. 2 GB o més
- RAM: 16 GB o més
- SSD: 512 GB o més[11]

## Descàrrega
Per instal·lar la versió de DaVinci Resolve Studio 17 en l'ordinador (la versió de pagament), s'ha de comprar la llicènica a través d'un distribuïdor autoritzat. Té un preu de 255 euros per llicència, el que significa que només s'ha de dur a terme un pagament.
DaVinci Resolve també té una versió gratuita: DaVinci Resolve 17. La companyia posa a la disposició una alternativa totalment gratuita del programa que es pot descarregar des de la web oficial.